# Jaime Álvarez Gutiérrez
Jaime Álvarez Gutiérrez (San Gil, 20 de noviembre de 1923-Bucaramanga, 25 de abril de 2018) fue un abogado, poeta, historiador y escritor colombiano.

## Biografía
Jaime Álvarez nació en San Gil (Santander), desde su adolescencia se radicó en Bucaramanga. Estudió derecho en la Universidad del Rosario, en su trayectoria como político debutó como personero de Bucaramanga en 1965 hasta 1967. Creó la Corporación de Defensa de la Meseta de Bucaramanga (CDMB), que se financia con una cuota parafiscal que se paga con las tarifas del Acueducto y Alcantarillado.
En el ámbito como escritor fundó la editorial La Cabramocha en 1973. Entre sus obras más notables se destacan Las putas también van al cielo, Carta al Rey, La Cruz Trenca, Bitácora de la Sirena. Falleció en Bucaramanga, el 25 de abril de 2018 a los 94 años de edad debido a un infarto de miocardio.